# Tijat
Tijat je nenaseljeni jadranski otok. Pripada skupini sjevernodalmatinskih otoka.

## Zemljopisni položaj
Otok se nalazi južno od mjesta Tribunja i Vodica, sjeverno od Zmajana, te zapadno od Prvića.

## Biljni pokrov
U prošlosti je otok bio šumovit i s obradivim površinama. Danas je samo krška golet na otoku, uz ponešto makije. Procijenjuje da je na otoku 2500 stabala maslina, ali je zbog muflona broj znatno smanjen.

## Promet
Nekadašnji brojni puteljci po otoku su nestali, odnosno oni što su još vidljivi i što još postoje, postali su teško prohodni.

## Životinjski svijet
Na otok Tijat 1992. godine dovedeno je 14 parova muflona,da bi s vremenom broj ove divljači narastao na petstotinjak jedinki.

## Gospodarstvo
Na otoku se nekad pravilo živo vapno.

## Znamenitosti
Jedna od "znamenitosti" je veliki željezni križ na otočkom vrhu, postavljen 3. ožujka 1933., za kojeg se vezuju čudne legende.
Pri uređivanju mjesta za križ, nađen je i grob s glagoljičnim natpisom.